# Parc (Metro de Charleroi)
La estación de Parc es una estación de la red de Metro de Charleroi, operada por las líneas    y .
Pertenece al bucle central de la red.

## Presentación
Toma el nombre del parc Astrid, situado en las inmediaciones. Sobre las paredes de la estación, hay un "mini-cómic" dibujado, se trata de "Los Dalton cogen el tren". Esto se realizó por el cincuenta aniversario de la serie Lucky Luke.

## Accesos
- Parc Astrid

## Conexiones
| Línea | Procedencia                 | Parada         | Destino                        |
| ----- | --------------------------- | -------------- | ------------------------------ |
| 1     | MONTIGNIES-SUR-SAMBRE Place | CHARLEROI Parc | MONTIGNY-LE-TILLEUL GB Bomerée |
| 3     | MONTIGNIES-SUR-SAMBRE Place | CHARLEROI Parc | JAMIOULX Prison                |
| 25    | CHARLEROI Sud               | CHARLEROI Parc | GILLY Soleilmont               |
| 35    | CHARLEROI Sud               | CHARLEROI Parc | FARCIENNES L'Ysle-Marais       |